# Heja Roland!
Heja Roland è un film commedia del 1966 sceneggiato e diretto da Bo Widerberg.

## Trama
Roland è un giovane scrittore in cerca di fama. Disoccupato, accetta il lavoro presso un'agenzia pubblicitaria dove viene incaricato di seguire la campagna per la promozione di un nuovo cosmetico.

## Riconoscimenti
Guldbagge - 1966
Miglior film
Miglior attore a Thommy Berggren